# (73601) 3045 T-2
(73601) 3045 T-2 – planetoida z pasa głównego asteroid okrążająca Słońce w ciągu 4,99 lat w średniej odległości 2,92 j.a. Odkryta 30 września 1973 roku.